# Nu Ophiuchi
Nu Ophiuchi (ν Oph, ν Ophiuchi) è una stella della costellazione di Ofiuco, di magnitudine apparente +3,32, distante 151 anni luce dal sistema solare. Viene talvolta chiamata con il nome tradizionale di Sinistra, derivante dal latino, nonostante la stella sia situata nella mano destra di Ofiuco.

## Osservazione
Si tratta di una stella situata nell'emisfero australe celeste, ma molto in prossimità dell'equatore celeste; ciò comporta che possa essere osservata da tutte le regioni abitate della Terra senza alcuna difficoltà e che sia invisibile soltanto molto oltre il circolo polare artico. 
La sua magnitudine pari a +3,31 le consente di essere scorta con facilità anche dalle aree urbane di moderate dimensioni, sebbene un cielo non eccessivamente inquinato sia maggiormente indicato per la sua individuazione.

## Caratteristiche fisiche
Nu Ophiuchi è una gigante gialla di tipo spettrale G9III, talvolta classificata anche di classe K. Possiede una massa circa 3 volte quella del Sole, rispetto al quale ha un raggio 14 volte superiore. Nata come una stella di classe B8 circa 400 milioni di anni fa, ha ormai esaurito l'idrogeno all'interno del suo nucleo, e si è trasformata in gigante, entrando nell'ultimo stadio della sua esistenza.

## Compagni substellari

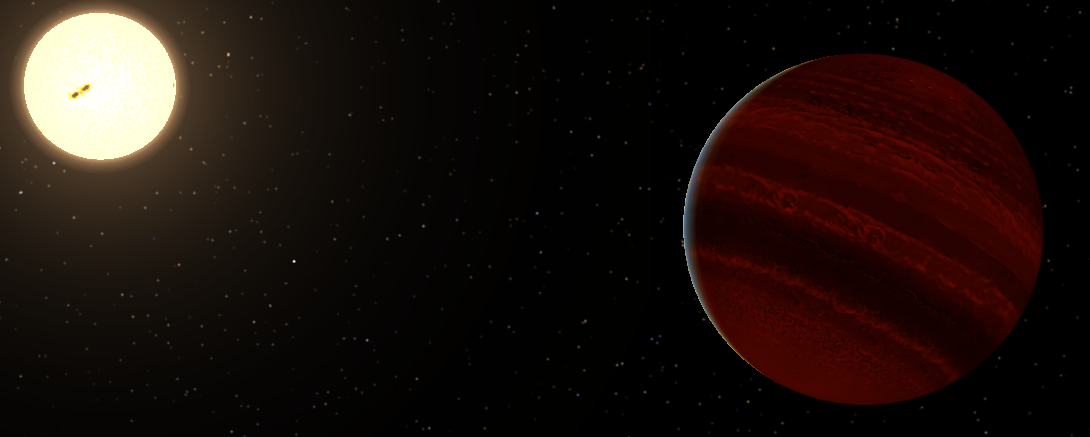
Nu Ophiuchi e una delle nane brune in un'immagine di Celestia.

Nel 2004 è stata scoperta orbitare attorno ad essa una nana bruna in un periodo di 536 giorni. La massa stimata dell'oggetto è di almeno 21,9 volte la massa di Giove. Nel 2010 è stata scoperta una seconda nana bruna leggermente più massiccia (≥24.5 MJ), che orbita a circa 5,88 UA di distanza dalla stella, in un periodo di 3169 giorni. Entrambe le nane brune sono state confermate nel 2012.
| Pianeta | Tipo       | Massa    | Periodo orb. | Sem. maggiore | Eccentricità | Scoperta |
| ------- | ---------- | -------- | ------------ | ------------- | ------------ | -------- |
| b       | Nana bruna | ≥21,9 MJ | 536 giorni   | 1,88 UA       | 0,13         | 2004     |
| c       | Nana bruna | ≥24,5 MJ | 3169 giorni  | 5,88 UA       | 0,18         | 2010     |